# Juan Camilo Saiz
Juan Camilo Saiz Ortegón (El Espinal, 1º marzo 1992) è un calciatore colombiano, difensore dell'AEZ Zakakiou.

## Caratteristiche tecniche
È un difensore centrale.

## Carriera

### Club
Cresciuto nelle giovanili dell'Envigado, ha esordito il 30 agosto 2009 in occasione del match pareggiato 2-2- contro il La Equidad.

### Nazionale
Ha giocato nelle nazionali giovanili colombiane Under-17 ed Under-20.